# San Tommaso Moro

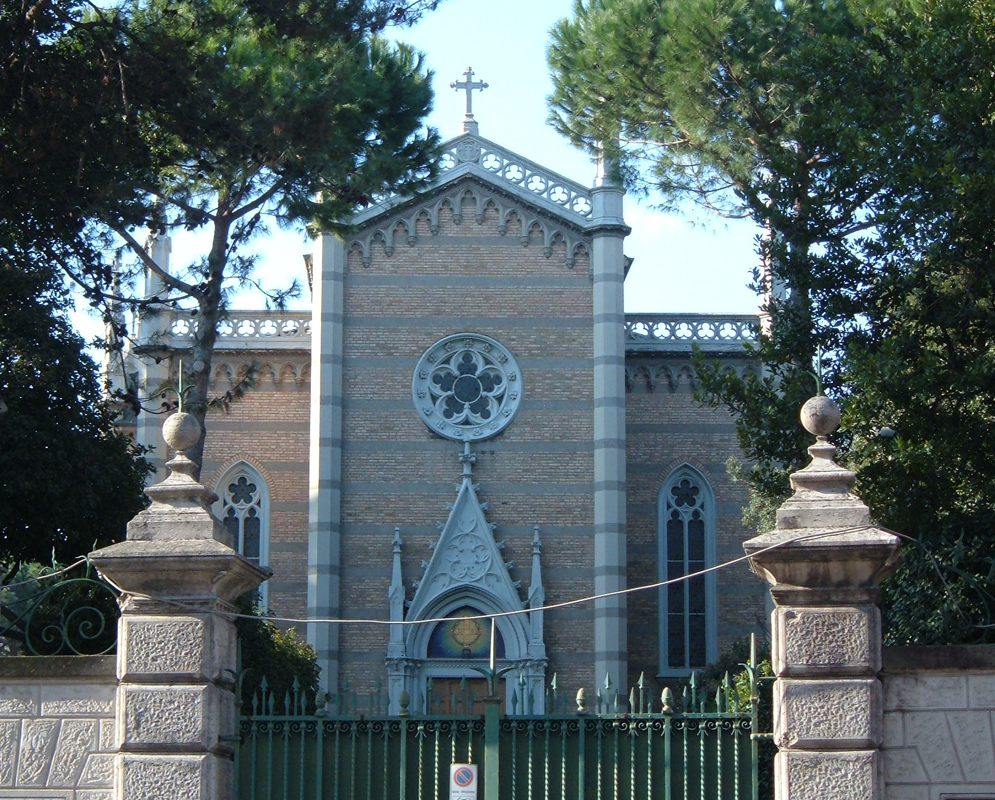
Vista da fachada.

San Tommaso Moro é uma igreja de Roma localizada na Via dei Marrucini, 1, no quartiere Tiburtino. É dedicada a São Thomas More.

## História

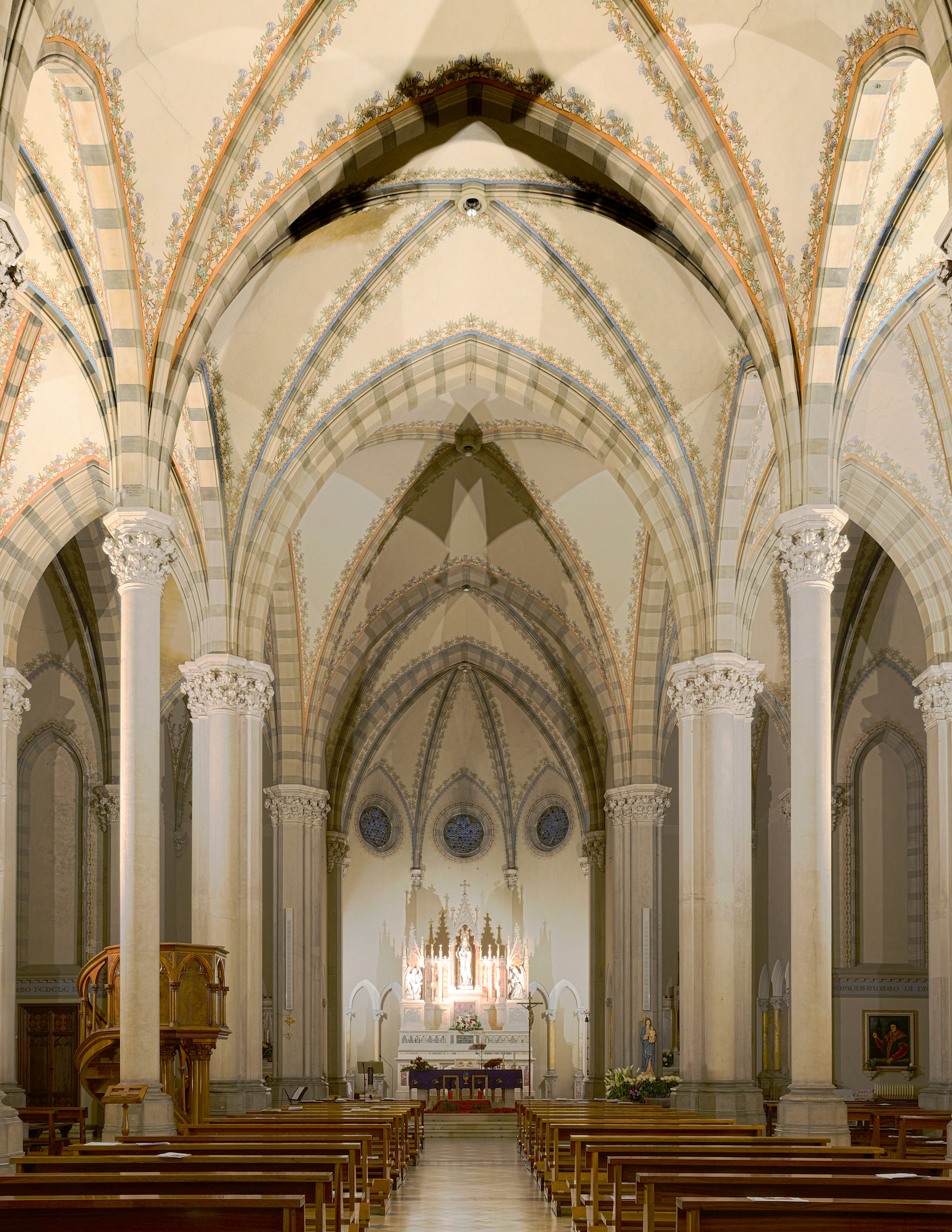
Interior.

Toda a região à volta da igreja ainda estava tomada por vinhedos no início do século XX, quando um grande lote ao norte da moderna Via Tiburtina, atualmente limitado pela Via dei Luceri, Via dei Ramni e Via dei Marucini, foi adquirido pelo ramo italiano da família de banqueiros franceses De Reinach em 1907, que construíram no local uma villa conhecida como La Villetta.
Logo depois, a villa foi doada à congregação de irmãs francesas conhecidas como Auxiliadoras das Almas do Purgatório (em italiano:  Suore Ausiliatrici delle Animie del Purgatorio), uma ordem fundada em 1837 em Paris pela beata Eugénie Smet, cujo nome religioso era "Irmã Maria da Providência", para ajudar as almas no Purgatório através de graças obtidas através de boas obras de caridade. É possível que a intenção de fundar um convento no local tenha sido o motivo subjacente da compra do lote pelos De Reinach desde o princípio, pois uma certe Teresa Lemoine, descrita como uma freira, estava envolvida na compra.
A capela do convento foi construída em 1921 com base num projeto de Giuseppe Gualandi, famoso por ter sido o arquiteto de Sacro Cuore del Suffragio, em estilo neogótico. A obra terminou em 1926 e a nova igreja foi dedicada a "Nossa Senhora Auxiliadora dos Cristãos no Purgatório" com o nome de Santa Maria Ausiliatrice.
A congregação decidiu fechar o convento romano no final da década de 1960, o que levou à divisão e à venda da propriedade em partes. A porção sul, na Via Tiburtina, tornou-se o núcleo de um novo parque conhecido como Villa Mercede e a norte, incluindo o convento e a igreja, foi vendida para a Diocese de Roma, que decidiu criar ali uma nova paróquia. Em 15 de novembro de 1974, a igreja foi elevada a sede paroquial através do decreto "Neminem Latet" do cardeal-vigário Ugo Poletti e rededicada a São Thomas More, um político e humanista inglês martirizado por ter se recusado a jurar fidelidade a Henrique VIII como líder da recém-fundada Igreja Anglicana e conhecido por ter sido o autor do famoso livro Utopia.

## Descrição
Em estilo neogótico, a igreja conta com três naves separadas por colunas terminadas em capitéis coríntios, cobertas por uma abóbada em cruzaria e com várias capelas laterais.